# Филипп Мориц (граф Ганау-Мюнценберга)
Филипп Мориц Ганау-Мюнценбергский (нем. Philipp Moritz von Hanau-Münzenberg; 25 августа 1605 — 3 августа 1638) — дворянин Священной Римской империи.

## Биография
Старший из выживших сыновей графа Филипп Людвига II. Отец скончался, когда Филиппу Морицу было всего семь лет; согласно завещанию отца единственным опекуном детей и регентом княжества стала их мать Катарина Бельгика Оранская-Нассау. В возрасте восьми лет он пошёл в школу, которая после Реформации была организована в здании бывшего монастыря в Шлюхтерне. В 1613 году продолжил образование в Базельском университете, а затем в Женеве и Седане.
Правление Филиппа Морица началось с конфликта с его матерью, которая хотела остаться сорегентом графства даже после того, как сыну исполнилось 25 лет и он стал совершеннолетним в соответствии с действовавшими тогда нормами права. Дело было передано в Имперский камеральный суд, однако оно так и не было полностью урегулировано, так как началась Тридцатилетняя война.
Когда к столице графства городу Ханау подошли имперские войска, Филипп Мориц встал на сторону императора, чтобы сохранить военную власть. Он был назначен полковником, и ему следовало набрать три роты солдат. В ноябре 1631 года графство было оккупировано шведскими войсками, и в Ханау прибыл шведский король Густав II Адольф. Филипп Мориц сменил сторону (так как он был кальвинистом, то идеологически он был далёк как от императора, являвшегося католиком, так и от шведского короля, являвшегося лютеранином), после чего Густав II Адольф также назначил его полковником и выделил шведский отряд в качестве городского гарнизона. В благодарность за смену стороны графству были переданы Бад-Орб, доли, которыми ранее владело Майнцское курфюршество в графстве Ринекк, а также амты Партенштайн, Лоргауптен, Бибер и Альценау. Братья Филиппа Морица — Генрих Людвиг (1609—1632) и Якоб Иоганн (1612—1636) — получили от шведского короля амт Штайнхайн, ранее также принадлежавший Майнцу.
Все эти приобретения были утрачены после того, как в 1634 году католики взяли верх в битве при Нёрдлингене. Очередная смена стороны сильно ударила бы по репутации Филиппа Морица, поэтому он предпочёл бежать в Мец, а оттуда, через Шалон-сюр-Сон, Руан и Амстердам — в Гаагу и Делфт, к своим родственникам из Оранж-Нассауского дома. В качестве регента в графстве им был оставлен младший брат Якоб Иоганн, считавшийся политически нейтральным. Однако так как в городе находился шведский гарнизон под командованием Якоба фон Рамсея, то Якоб Иоганн не имел практически никакого влияния, и вскоре тоже предпочёл бежать.
С сентября 1635 по июнь 1636 года Ханау безуспешно осаждался имперскими войсками под командованием Гийома де Ломбоя; Ганс Якоб Кристоффель фон Гриммельсгаузен использовал эти события в качестве фона для своего плутовского романа «Симплициссимус». В итоге осада была снята протестантскими войсками, которыми командовал Вильгельм V (ландграф Гессен-Касселя).
В 1637 году Филипп Мориц пришёл к соглашению с новым императором Фердинандом III, и снова сменил стороны. 17 декабря 1637 года он вернулся в Ханау. Якоб фон Рамсей проигнорировал это, и Филипп Мориц оказался интернированным в собственном замке. Однако в феврале 1638 года в городе было поднято восстание, в результате которого Филипп Мориц вернулся к власти, а Рамсей был арестован.
В августе 1638 года Филипп Мориц скончался.

## Семья и дети
В 1626 году Филипп Мориц женился в Ханау на Сибилле Кристине Анхальт-Дессауской. У них было пятеро детей:
1. Сибилла Мавритания (1630—1631)
2. Адольфина (октябрь-декабрь 1631)
3. Филипп Людвиг III (1632—1641), унаследовавший титул
4. Иоганн Генрих (май-октябрь 1634)
5. Луиза Элеонора Бельгика (1635)